# Mariborski rotovž
Mariborski rotovž (nem. Rathaus, mesta hiša) je eden izmed najpomembnejših umetnostnih spomenikov Maribora. Objekt stoji na Glavnem trgu 14. 

## Zgodovina
V listinah je Mariborski rotovž prvič omenjen leta 1332, drugič pa v letu 1358. Na stropu sejne dvorane lahko zasledimo letnico 1243, ko naj bi na mariborskem sodišču izdali darovnico za Žičko kartuzijo in ki tako priča o obstoju sodišča in sodnika. Leta 1992 je bil Rotovž kot spomenik lokalnega pomena uvrščen na seznam enot nepremične kulturne dediščine.

## Stavbna zgodovina
Rotovž je nadstropna stavba, umeščena na sever glavnega trga, kjer je poudarjena z balkonom in urnim stolpičem, ki izstopa iz stavbne osi. Domnevno naj bi jo gradbenik zaradi prenizkega plačila tako zagodel naročnikom. Dvoriščno stran zaznamujejo arkadni hodniki. Prvotna lega Rotovža ni znana. Po raziskavah Jožeta Curka lahko domnevamo, da je bila prvotna lokacija slednjega na naslovu Koroška cesta 6, nakar naj bi se preselil na naslov Grajski trg 4, četudi za takšne navedbe ni trdnih dokazov. Na današnjo lokacijo naj bi se Rotovž preselil leta 1513, kjer je bila do leta 1515 tudi zgrajena poznogotska stavba. Ta je hitro postala premajhna, kar je terjalo dozidavo. Slednjo zaznamuje letnica, ki jo lahko najdemo na balkonu. Stavbo so prenovili in povečali italijanski gradbeniki, čeprav ni povsem jasno, kdaj se je prenova začela. Za današnjo podobo fasade je zaslužen Jaroslav Černigoj, ki je obnovitvena dela vodil leta 1953. Tako je Rotovž ponovno bolj podoben svoji prvotni podobi.

## Zgledi
Graška deželna hiša predstavlja enega izmed najverjetnejših vzorov za gradnjo Mariborskega rotovža, navkljub dejstvu, da je graška deželna hiša višja in širša, imata kar nekaj povednih vzporednic, in sicer: poudarjena osrednja os, kamniti okvir v mezaninu in okrasje obeh balkonov. Še ena stavba, ki ni imela nič manjšega vpliva, je zagotovo Graški rotovž, zgrajen v sredini 16. stoletja. Četudi je bila stavba v začetku 19. stol. porušena, je iz starejših upodobitev razvidno, da je bila po svoji sestavi podobna deželni hiši in rotovžu v Mariboru. Mariborski sodniki so bili pogosto v Gradcu, iz česar lahko sledi, da so bili tudi seznanjeni z obema stavbama in morda tudi pobudniki pri gradnji katere izmed njih. Pomembno je omeniti tudi arkadne hodnike, ki so na notranjem dvorišču. Jože Curk pri teh opozarja, da je med njihovo in gradnjo Rotovža verjetno prišlo do časovnega zamika, vendar jih lahko še vedno uvrstimo v isto gradbeno fazo. Po Curkovem mnenju je bilo dvoriščno krilo, ki sprva verjetno ni imelo arkadnih hodnikov, zgrajeno konec 16. stoletja oziroma v začetku 17. st. Arkadne hodnike naj bi dozidali šele v sredini 17. st.